# Francesco Pandolfini
Francesco Pandolfini (1836 - 1916) fou un baríton italià que va pertànyer a l'elit dels barítons de finals del segle xix.
Després del seu debut a Pisa el 1859, la seva fama s'estén per Itàlia, França, Anglaterra, Espanya i Portugal, sobretot en els rols de Renato a Un ballo in maschera i Don Carlo a La forza del destino. El 1877 va estrenar a París l'òpera Zilia u odio ed amore del compositor cubà Gaspar Villate y Montes.